# Chocolate Dandies
Chocolate Dandies ist der Name für verschiedene Swing-Formationen um King Oliver und den Saxophonisten Benny Carter zwischen 1930 und 1940.

## Geschichte
Chocolate Dandies – nach einer Show von Noble Sissle und Eubie Blake aus dem Jahr 1924 – ist teils ein Platten-Pseudonym für die Gruppen von Don Redman Ende der 1920er Jahre und Anfang der 1930er Jahre (McKinney’s Cotton Pickers), für die Blue Rhythm Band und King Olivers Orchester, jedoch auch Name für verschiedene Studioorchester von Benny Carter:
- 1930 – mit Bobby Stark (tp), Jimmy Harrison (tb), Benny Carter (cl, as, voc), Coleman Hawkins (ts), Horace Henderson (p), Benny Jackson (g), John Kirby (b, tu) (Titel: Goodbye Blues, Cloudy Skies, Got Another Sweety Now, Bugle Call Rag und Dee Blues)
- 1933 – mit Max Kaminsky (tp), Benny Carter (tp, as), Floyd O’Brien (tb), Chu Berry (ts), Teddy Wilson (p), Lawrence Lucie (g), Ernest Hill (b), Sidney Catlett (dr) (Titel: Blue Interlude, I Never Knew, Once Upon A Time, Krazy Kapers)
- 1940 – mit Roy Eldridge (tp), Benny Carter (as, p), Coleman Hawkins (ts), Bernard Addison (g), John Kirby (b), Sidney Catlett (dr). (Titel: Smack, I Surrender Dear, I Can’t Belive That You’re in Love With Me).